# Allium pseudophanerantherum
Allium pseudophanerantherum är en amaryllisväxtart som beskrevs av Karl Heinz Rechinger. Allium pseudophanerantherum ingår i släktet lökar, och familjen amaryllisväxter.
Artens utbredningsområde är Syrien. Inga underarter finns listade i Catalogue of Life.